# فريسية لامعة
فريسية لامعة أو سيف النار أو نبات الشعلة أو سيف النار الملتهب (الاسم العلمي:Vriesea splendens) (بالإنجليزية: Flaming sword)‏ هي نوع من النباتات الفوقية يتبع جنس الفريسية من الفصيلة البروميلية.

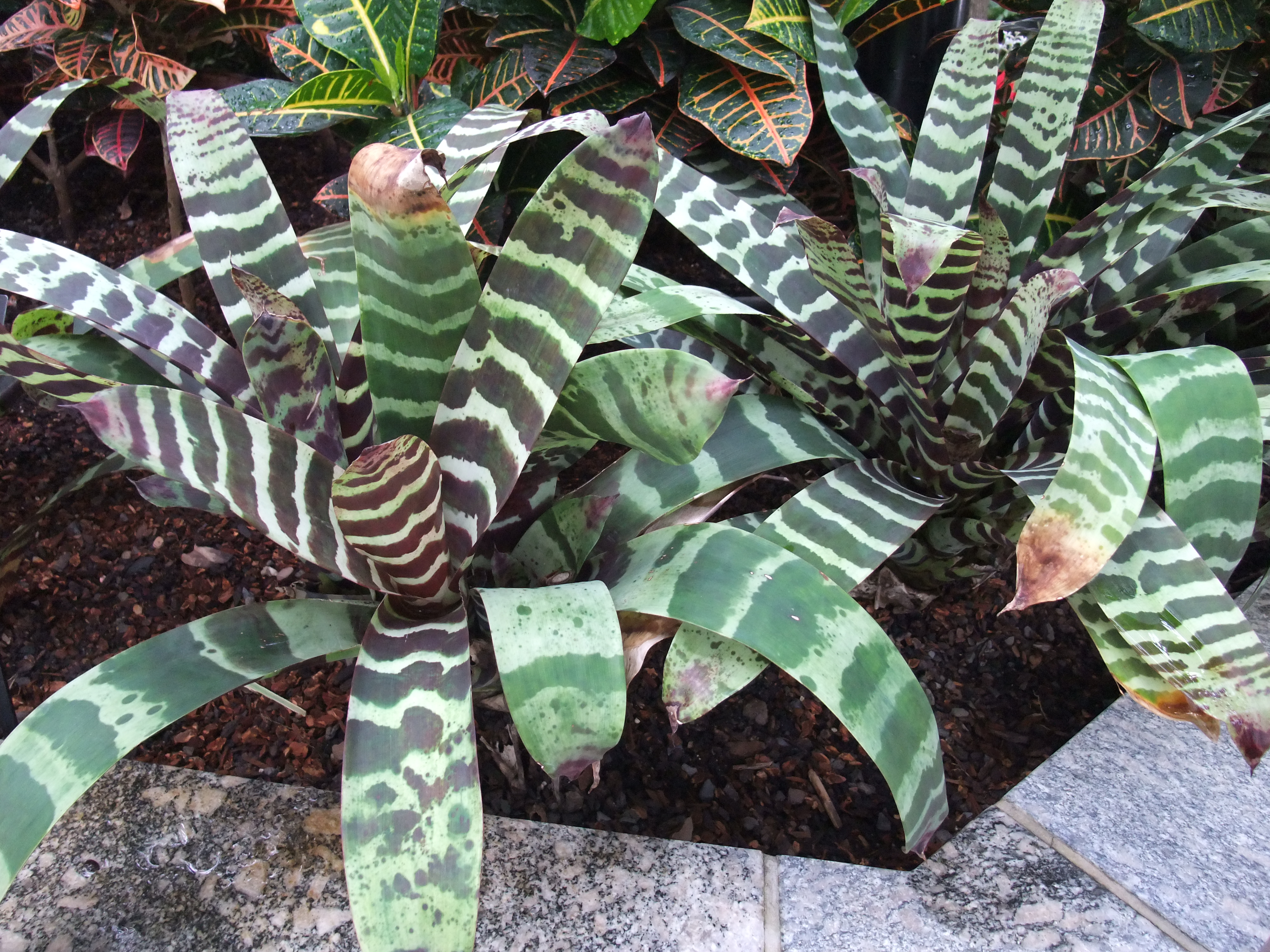
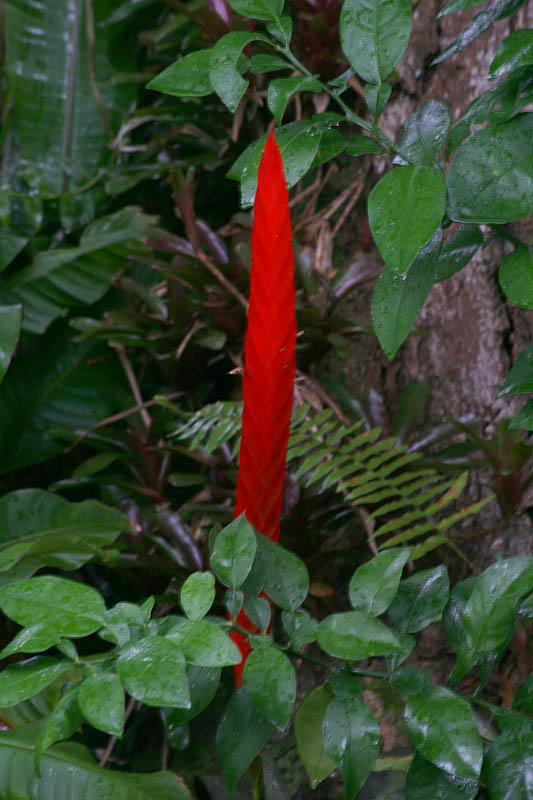